# Мир Музея
«Мир Музея» — российский и советский ежемесячный иллюстрированный исторический и художественный журнал. Посвящён сохранению культурного наследия, в том числе в музейной сфере. Основан в 1931 году, до 1993 года назывался «Советский музей».

## Главные редакторы
- Иван Капитонович Луппол (1931–1933)
- Феликс Яковлевич Кон  (1933–1937)
- Карталов Н.Ф.(1938–1939)
- Маденский А.Д. (1940)
- Юрий Петрович Пищулин (1983–2014)
- Алексей Юрьевич Пищулин (2014 – настоящее время)

## История
1–5 декабря 1930 года в СССР прошёл Первый Всероссийский музейный съезд. Для проведения научно‑методической деятельности по решению Съезда в 1931 году был создан журнал «Советский музей». Журнал впервые вышел в январе 1931 года как издание сектора науки Народного комиссариата просвещения РСФСР. Он был задуман как научное и методологическое издание в помощь советской музеологии (или, как тогда говорили, музееведению). Журнал сразу стал центральным печатным органом музееведения, основной аудиторией которого стали музейные специалисты. На страницах журнала обсуждались все вопросы, поставленные на съезде, а также возникавшие проблемы музейной жизни. В те годы, после революционного отрицания 1920-х годов дореволюционной буржуазной музеологии, возник новый интерес к музеологии советской эпохи. Возникшая тогда на новых принципах советская музеология нуждалась в собственных законах и понятиях, отчасти и в своём языке. Этому должен был помочь новый журнал. Идея зарождения и фактическая организация журнала принадлежит учёному-литературоведу и философу Ивану Капитоновичу Лупполу. Он стал не только вдохновителем, но и фактическим главным редактором журнала. Первый номер вышел в январе 1931 года. Тираж первого журнала составил 2000 экземпляров. В течение 1930-х годов журнал выходил регулярно тиражом 2000–2200 экземпляров и определял политику в области музееведения. В номерах журнала тех лет можно встретить статьи о методике работы музеев, описание актуальных проектов, заметки о зарубежных музеях, списки библиографии. В 1933 –1937 годах главным редактором журнала стал Феликс Яковлевич Кон, параллельно заведующий музейным отделом Наркомпроса РСФСР. Однако в сентябре 1940 года первого главного редактора Луппола арестовали, осудили по 58-й статье как врага народа и приговорили к расстрелу. Был арестован и Феликс Кон. Журнал был закрыт.

## Возрождение журнала
В 1983 году журнал был возрождён уже на новых принципах. Вдохновителем возрождения журнала и его главным редактором стал филолог и музеевед Юрий Петрович Пищулин. Журнал стал главной площадкой обмена опытом музейных работников всего СССР, а аудиторией журнала — все учреждения культуры (и в первую очередь музеи) огромной страны. Ю.П. Пищулин с самого начала уделял особое внимание провинциальным музеям малых и средних городов СССР. Журнал стал для многих из них площадкой для публикаций, повышал узнавание и культуру провинциальных музеев. Журнал с самого начала задал высокую планку публикаций, но при этом отбор статей был демократичным. При этом в журнале можно было найти и статьи заслуженных профессоров, таких как Валентин Янин. В журнале опубликовал один из своих рассказов Кир Булычёв. Авторитет журнала в музейной среде благодаря политике редакции был достаточно высок. Главой попечительского совета музея стал Сергей Петрович Капица. В последние советские годы журнал выходил с периодичностью раз в 2 месяца. Тираж составлял 25600 экземпляров. В журнале возникли постоянные рубрики, знакомившие читателя с разными событиями из жизни музеев и музеологии: «Жизнь музеев. Сообщения. Хроника», «Музей – Посетитель», «Азбука профессии», «Внимание — опыт!», «В зеркале искусств», «За рубежом» и многие другие.

## Журнал в современной России
В 90-е годы журнал вместе со всей страной пережил трансформацию. Сменилось идеологическое  название на нейтральное «Мир Музея». Старая система распределения журнала по музеям прекратилась, журнал распространялся по подписке и в свободной продаже в нескольких газетных киосках крупнейших городов страны. Тиражи упали в несколько раз, у редакции журнала возникли проблемы с помещением, и редакция вынуждена была несколько раз переезжать. Однако были и позитивные моменты — журнал перешёл на современную финскую полиграфию, издание стало больше ориентировано на широкого читателя, тираж стал ежемесячным. В журнале появились свежие идеи.  Именно на базе журнала и благодаря энергии и предложению главного редактора Юрия Пищулина в 1999 году прошёл первый фестиваль «Интермузей», который стал впоследствии ежегодным фестивалем достижений музеев России.
С 2014 года новым главным редактором музея стал Алексей Юрьевич Пищулин, сын Юрия Пищулина. При новом главном редакторе журнал стал более медийным, в журнале стали печатать свои статьи многие известные писатели и публицисты, такие как Михаил Визель, Алексей Варламов, протоиерей Павел Великанов, Павел Крусанов, Юрий Кублановский, Игорь Сид, Максим Гуреев, Павел Крючков, Герман Садулаев,  Дмитрий Орехов, Даниэль Орлов. В журнале публикуются интервью с директорами музеев. учёными, писателями, общественными деятелями, например, с координатором Архнадзора и москвоведом Рустамом Рахматуллиным, историком, искусствоведом, архитектурным критиком Григорием Ревзиным (2010). Тиражи журнала выросли до 3500 экземпляров.

## Основные задачи и приоритеты журнала
- сохранение, изучение и популяризация культурного (в первую очередь музейного) наследия России
- сохранение, продвижение и взаимодействие национальных культур народов России
- методическая помощь музейным работникам, освещение лучших достижений в музейной сфере
- создание зала славы выдающихся людей музейной отрасли — хранителей, создателей коллекций, реставраторов, гидов и т. д[18].

Приоритетная задача журнала заключается в том, чтобы показать, что культура интересна, что культура разнообразна. Что в культуре есть содержание, контент для любого индивидуума со своими специфическими интересами. И нам важно эту идею продвигать.
 — говорит главный редактор журнала Алексей Пищулин.

## Проекты журнала
- «Музей для читающих» — публичные беседы главного редактора Алексея Пищулина с российскими писателями на площадках региональных культурных и образовательных учреждений.
- «Это моя земля» — киберпутеводитель по регионам России на основе легенд от местных жителей. Создан совместно с одноименным издательством сайт проекта.
- «Журнал в городе N» — в основе проекта дар «Мира Музея» библиотекам: несколько десятков комплектов номеров старейшего музейного журнала страны ежемесячно поступает из редакции журнала в российские библиотеки. Передача номеров сопровождается презентацией и публичной лекцией о том, что представляет собой подготовка периодического печатного издания в наши дни.
- «Школа музейной журналистики» — программа дополнительного образования, организованная АНО «Мир Музея» и редакцией одноимённого журнала. В рамках программы используется платформа Stepik.

## Редакция журнала
- Главный редактор: А.Ю. Пищулин
- Заместители главного редактора: Алексей Ковалёв, Ксения Сергазина
- Художественный редактор: Ирина Новосёлова
- Редакторы: Валерия Ахметьева, Лариса Плетникова
- Корреспонденты: Максим  Гуреев, Константин Преображенский, Дарья Сабинина, Фёдор Феклисов
- Директор Европейского бюро: Ирина Дин (Хохолева)
- Исполнительный директор: Павел Морозов
- Директор по информационным технологиям: Анастасия Подорожная
- Логистика: Татьяна Ковалёва

(коллектив редакции в августе 2024 года)